# El Dr. Jekyll i el Sr. Hyde (pel·lícula de 1931)
El Dr. Jekyll i el Sr. Hyde (títol original en anglès: Dr. Jekyll and Mister Hyde) és una pel·lícula estatunidenca de 1931 dirigida per Rouben Mamoulian (1897- 1987), i produïda per Adolph Zukor. Aquesta primera adaptació per al cinema que parla de la cèlebre novel·la de Robert Louis Stevenson, amb fortes connotacions eròtiques, contribueix a fixar de manera durable la imatge hollywoodienca del mite del metge honorable progressivament submergit pel seu doble a pulsions incontrolables. És igualment l'ocasió per al seu director de lliurar-se a experimentacions formals audaces i permet al seu actor principal emportar-se l'Oscar al millor actor de 1932. Aquesta pel·lícula ha estat doblada al català

## Repartiment
- Fredric March: Dr. Jekyll i Sr. Hyde
- Miriam Hopkins: Ivy Pearson
- Rose Hobart: Muriel Carew
- Halliwell Hobbes: el general Carew
- Holmes Herbert: Dr. Lanyon
- Edgar Norton: Poole

## Elements d'anàlisi

### Innovacions formals
El Dr. Jekyll i el Sr. Hyde és la tercera pel·lícula del cineasta Rouben Mamoulian, que era conegut a Broadway com a escenògraf de teatre abans d'establir-se a Hollywood on s'assenta com un dels directors més innovadors de la seva generació en l'aspecte de l'estètica cinematogràfica: és així com el 1929, contra la voluntat dels estudis, va imposar els moviments de càmera a la seva primera pel·lícula, Applause.
Amb El Dr. Jekyll i el Sr. Hyde, Mamoulian persegueix les seves experimentacions formals, inaugurant sobretot el tràveling subjectiu. És així com en els primers minuts de la pel·lícula, l'escena és vista a través de la mirada del doctor Jekyll, del qual es descobreix la cara en el moment en què passa davant un mirall (l'espectador descobrirà Hyde de la mateixa manera). La metamorfosi de Jekyll en Hyde és igualment per a Mamoulian l'ocasió d'experimentar efectes visuals i sonors inèdits.
Mamoulian considerava tanmateix que «en el cinema com en la pintura i en l'escultura, l'art ha de superar l'estètica», estimant que «el que passa a la pantalla […] ha de ser controlat per un punt de vista dramàtic més aviat que per l'estètica pura» Tanmateix és precisament la manca de motivació dramàtica de les seves recerques estètiques la que serà més tard retreta a Rouben Mamoulian: «Sempre hi ha hagut un costat de joc en Mamoulian,» descriuen així el crític Jean-Pierre Coursodon i el cineasta Bertrand Tavernier a la seva obra consagrada al cinema estatunidenc, en el qual retreuen al director de El Dr. Jekyll i el Sr. Hyde  d'integrar dins de la seva pel·lícula troballes (el seu començament en càmera subjectiva, la pantalla tallada el dos diagonalment moltes vegades) que «no porten res al relat. »

### L'aportació i la relació al mite
Aquesta adaptació de L'estrany cas del Dr. Jekyll i Mr. Hyde, tot i ser la primera a haver estat dirigida pel cinema sonor, està lluny de ser la primera temptativa per posar en imatges la cèlebre novel·la de Robert Louis Stevenson: una quinzena de pel·lícules, algunes de caràcter paròdic ja havien estat rodats abans que Rouben Mamoulian proposi la seva visió de la tràgica història del doctor Jekyll i del seu doble. La més famosa d'elles, amb Adolph Zukor de productor, és El Dr. Jekyll i el Sr. Hyde de John Stuart Robertson (1920), amb John Barrymore en el paper del títol.
Però és la visió que dona Mamoulian de la doble personalitat del metge londinenc i dels mòbils que l'animen la que «ha fixat de manera més durable la representació del mite» concebut mig segle abans per l'autor de L'illa del tresor i del Mestre de Ballantrae.

#### La figura de Hyde

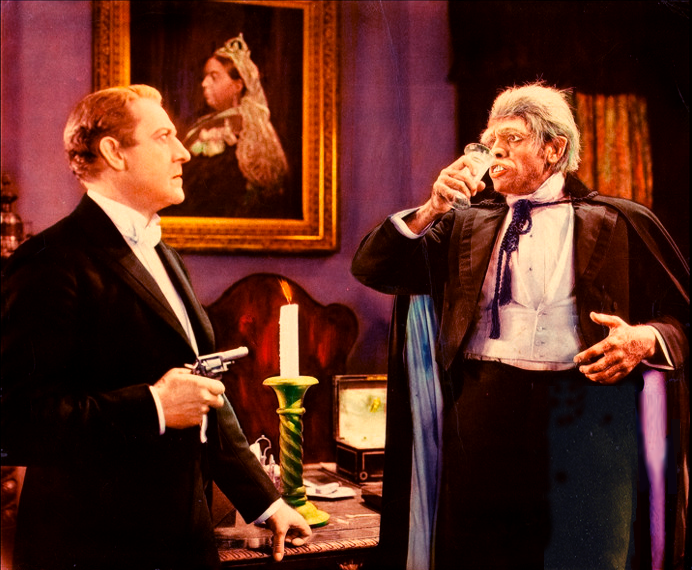
El maquillatge de Wally Westmore va transformar el Doctor Jekyll de Fredric March en el grotesc Mr. Hyde.

El Hyde de la pel·lícula de Robertson era «un geperut diforme, entre el diable i Quasimodo.» Pel que fa a Mamoulian, prefereix donar-li els trets de l'home de Neandertal, cosa que té com a efecte donar una interpretació significativament diferent de la naturalesa del doble del doctor Jekyll:
aquest ja no representa l'aspecte malèfic que estaria present com a tot home, sinó la part d'animalitat que porta en ell, animalitat que apareix cada vegada més imponent a mesura que la pel·lícula avança, fins al punt que és un verdader simi que fa cara als policies en l'última escena de la pel·lícula.
Paradoxalment, Mamoulian explicarà que no havia volgut descriure un Hyde bestialitzat sinó al contrari, en certa manera almenys, humanitzat:
| « | Hyde es transforma gradualment d'animal innocent, no diré en animal viciós ja que els animals no ho són, sinó en viciós monstre humà, un monstre que forma part de nosaltres però que controlem habitualment | » |

S'ha pogut veure igualment en el Hyde de Mamoulian la transposició d'un estereotip racista molt corrent «en una època on els linxaments són quotidians, i provocats la meitat d'ells per preteses violacions a dones blanques.» En aquest context, explica l'especialista de Hollywood Francis Bordat
| « | és difícil que l'aparença de Hyde no remeti a trets negroides. Conscientment o no, la pel·lícula explota l'obsessió de les cruïlles de races i l'agressió de la dona blanca pel negre, bé establerta ja en l'imaginari cinematogràfic estatunidenc des de El naixement d'una nació, de David Wark Griffith (1915) | » |

Sigui com sigui, interpretar el paper de Hyde és una ganga per a un actor, confiarà més tard Mamoulian. En efecte
| « | Hyde és més fàcil de interpretar que Jekyll. Quan un intèrpret pot desencadenar les seves passions, és sempre més fàcil […] no es pot interpretar malament un boig perquè la bogeria no té lògica, i tot el que es fa en una escena de bogeria és bo | » |

I, afegia Mamoulian, «mai no s'hauria de donar un premi a un actor o a una actriu per a un paper de boig. » El jurat dels Oscar no devien compartir aquest punt de vista, i va donar el 1932 un Oscar a Fredric March per a la seva doble interpretació de Jekyll/Hyde.

#### La sexualitat i la seva repressió
Jorge Luis Borges destacava que els directors que adapten L'Estrany cas del doctor Jekyll i de Mister Hyde al cinema cometen sempre l'error de fer de Hyde un personatge sensual, mentre que Stevenson no insisteix més que en la seva crueltat.
En efecte, és el registre en el qual se situa la pel·lícula de Mamoulian: Hyde, però també Jekyll, són personatges sensuals i el segon només s'allibera del primer quan veu frustrada la satisfacció dels seus desigs sexuals.
«I don't want to wait any longer, confia Jekyll a Muriel Carew, la seva promesa I want you to marry me now.» Però el pare d'aquesta es mostra intractable, i la impaciència del seu futur gendre li sembla indecent: «It isn't done», «això no es fa», explica.
Sembla que cada vegada que Jekyll té una dona en els seus braços, ja es tracti de la seva promesa o d'una jove trobada a l'atzar en un carrer, la conveniència social manifesta la seva presència castradora a través de la figura d'un dels seus representants (el doctor Lanyon, o el general Carew per l'intermediari del seu criat): «És notable que [aquestes] dues escenes [en el jardí amb Muriel o en l'habitació amb Ivy] acaben de la mateixa manera, en forma de coïtus interruptus», comenta Francis Bordat. «Tota la primera meitat de la pel·lícula subratlla aquesta repressió social del desig, a la qual el personatge del general Carew confereix un gir caricaturesc.»
Segons Mamoulian, per això «la inspiració original de Jekyll és noble. Comença per rebel·lar-se contra les estretes convencions del període victorià, en particular contra la moral sexual.» I seria per continuar sent fidel al seu desig per a Muriel malgrat els obstacles que posa el general Carew a la seva satisfacció que té «la idea que si pot separar el costat animal de la seva naturalesa, es farà completament espiritual i bo.»
Aquesta relectura sexualitzada del mite novel·lesc coneix la seva expressió més acabada en l'escena de la trobada entre Jekyll i Ivy, escena que «frapa per l'ardidesa del seu erotisme. » I encara, explica Mamoulian, aquesta escena ha estat tallada al muntatge de la versió original: «El començament i a finals hi són, però el que falta, és el seu [Ivy] despullat progressivament.»

## Localitzacions
La pel·lícula està rodada a Londres, i inclou localitzacions com els Kensington Gardens, la London School of Medicine, al King's College, i The Coal Hole. Per a la casa del Dr. Jekyll es va rodar en un habitatge situat a Chesham Road, en el qual posteriorment s'hi va emplaçar l'ambaixada espanyola.

## Premis i nominacions[25]
Premis
- 1932. Oscar al millor actor per Fredric March
- 1932. Premi del públic al Festival Internacional de Cinema de Venècia per a Fredric March i Rouben Mamoulian

Nominacions
- 1932. Oscar al millor guió adaptat per Samuel Hoffenstein
- 1932. Oscar a la millor fotografia per Karl Struss